# Eupyra reducta
Eupyra reducta är en fjärilsart som beskrevs av Max Wilhelm Karl Draudt 1915. Eupyra reducta ingår i släktet Eupyra och familjen björnspinnare. Inga underarter finns listade i Catalogue of Life.